# Љубинка Бобић
Љубинка Бобић (Крушевац, 2. јануар 1897 — Београд, 3. децембар 1978) била је српска глумица и чланица Народног позоришта у Београду од 1920.

## Биографија
Рођена је у Крушевцу у сиромашној породици као друго од петоро деце. Брат Милољуб Бобић, учитељ, један је од 1300 каплара и носилац Албанске споменице. Отац Владислав, обућар, био је из Срема (Сремски Голубинци), а мајка Јелисавета из Македоније (Струга). Преселили су се на Топчидерско брдо где је Љубинка одрасла.
Позориште ју је привлачило и својом упорношћу постаје члан Народног позоришта и живот посвећује глуми. Никада се није удавала. Имала је романсе са директором „Политике“ Владиславом Рибникаром, писцем Милошем Црњанским и песником Радетом Драинцем.
Преминула је 3. децембра 1978. у Београду и сахрањена у Алеји заслужних грађана на Новом гробљу у Београду.
Поштанска марка са њеним ликом издата је 2003. године.
Улица Љубинке Бобић налази се на Новом Београду у насељу Бежанија. Постоји још 2 улице са њеним именом у Јакову и у Лазарици у Крушевцу.

## Каријера
Њен таленат открио је Бранислав Нушић док је чежњиво гледала ка театру у јеку Великог рата 1915. године у Скопљу где ју је породица послала код рођака. Захваљујући њему, почела је да статира у скопском Народном позоришту. Када су рођаци то пренели њеним родитељима ови су је вратили у Београд где наставља школовање у Женској радничкој школи. Судбина је по други пут укрстила пут са Нушићем од кога тражи препоруку за загребачко позориште. Ипак се опредељује за Народно позориште у Београду чија чланица постаје 1920. до пензионисања (дала је оставку почетком 1936, што је уважено у фебруару). Није играла само за време Другог светског рата јер је одбила да засмејава публику док је земља окупирана. Добила је глумачке стипендије које су јој омогућиле усавршавање у Берлину и Лондону.
Током дуге каријере тумачила је најразличитије ликове, а ненадмашном се сматра њена интерпретација Живке у комедији Госпођа министарка Бранислава Нушића. Мада сама Љубинка Бобић је сматрала да је ту улогу још боље од ње играла Жанка Стокић. Љубинка Бобић је дала знатан допринос српској међуратној глуми.
Добила је Златну арену 1957. године за најбољу главну женску улогу у филму „Поп Ћира и поп Спира“. Добитник је Седмојулске награде СР Србије, Статуету Ћуран добила је 1976. године за улогу Живке у представи „Госпођа министарка“.
У ТВ драми Неозбиљни Бранислав Нушић из 1986. њен лик је тумачила глумица Љиљана Шљапић. Године 2006. установљена је награда за глумачка остварења у области комедије Награда Љубинка Бобић.

## Позориште
У почетку је глумила сентименталне девојчице и дечаке-мангупе. Прво значајно глумачко остварење била је улога Пука у „Сну летње ноћи“, затим следи улога Феме у „Покондиреној тикви“, госпођа Мица у представи „Власт“, Марица у „Сумњивом лицу“, син Рака госпође Министарке коју је тумачила Жанка Стокић... Осим у комедијама тумачила је и ликове Кате у „Коштани“, Хедвиге у Ибзеновој „Дивљој патки“, Мадлен Петровне у Крлежиној драми „У агонији“ и друге. Живку у „Госпођи министарки“ одиграла је 265 пута - први пут 1964. године у 67. години живота као пензионерка, а последњи пут у 81. години живота 8. новембра 1978. непуних месец дана пре смрти

## Филмографија
| Год.   | Назив                                              | Улога                     |
| ------ | -------------------------------------------------- | ------------------------- |
| 1950.е |                                                    |                           |
| 1951.  | Мајор Баук                                         | Баба                      |
| 1954.  | Аникина времена                                    | Јеленка                   |
| 1957.  | Поп Ћира и поп Спира                               | попадија Сида             |
| 1960.е |                                                    |                           |
| 1960.  | Дилижанса снова                                    | Сара Падавицки            |
| 1961.  | Први грађанин мале вароши                          | врачара                   |
| 1962.  | Коштана (ТВ)                                       |                           |
| 1962.  | Др                                                 | госпођа Драга             |
| 1964.  | Народни посланик                                   | Спириница                 |
| 1966.  | Госпођа министарка                                 | Живка Поповић, министарка |
| 1966.  | Штићеник                                           | газдарица                 |
| 1969.  | Крос контри                                        | баба                      |
| 1970.е |                                                    |                           |
| 1971.  | Све од себе                                        |                           |
| 1972.  | Смех са сцене: Народно позориште (ТВ документарни) | Живка Поповић             |
| 1973.  | Несрећа                                            |                           |
| 1975.  | Павле Павловић                                     | директорка диско куће     |
| 1975.  | Ђавоље мердевине                                   | стара                     |

## Књижевни рад
Када јој је досадило да игра типске ликове уображених „отмених“ монденки написала је неколико популарних хумористичко-сатиричних комада.
- 1935. Наши манири: комедија у три чина[5]
- 1936. Отмено друштво: безазлена комедија у три чина (5 слика, приказана у мају 1937[6])
- 1940. Породица Бло: комедија у три чина[7]

Сви су били постављени на сцену и имали велики успех.
Написала је и два комада за децу: „Риста Робинсон“ и „Риста спортиста“ који је премијерно изведен 15.01.1939. у дечјем позоришту „Рода“. Састојао се од пет слика са балетом и певањем. Адаптацијом овог комада настао је истоимени стрип за који је Љубинка са Мићом Димитријевићем писала текст а цртеж је радио Момчило Мома Марковић. Први наставак овог стрипа изашао је 28.02.1939. године у првом броју „Политикиног забавника“, а последњи наставак у 17. броју 25.04.1939